# 茨城県道209号立崎羽根野線

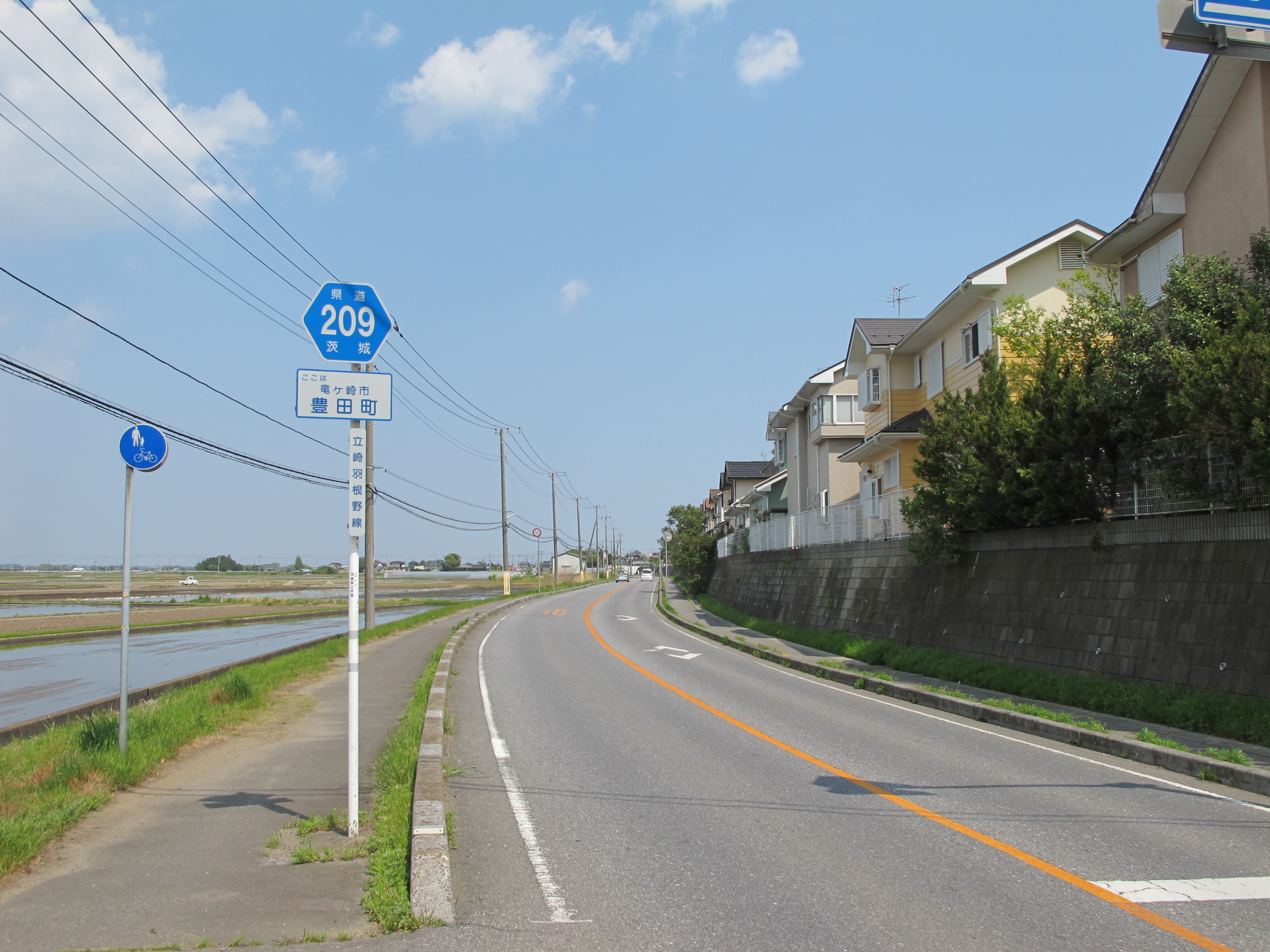
茨城県道209号立崎羽根野線
龍ケ崎市豊田町（2014年4月）

茨城県道209号立崎羽根野線（いばらきけんどう209ごう たつざきはねのせん）は、茨城県北相馬郡利根町から龍ケ崎市を通り北相馬郡利根町に至る一般県道である。

## 概要
北相馬郡利根町立崎から同町羽根野の小貝川に架かる戸田井橋までを東西に結ぶ一般県道である。起点・終点とも茨城県道11号取手東線と交差し、県道取手東線が利根町市街地を通過するのに対して、利根市街地をバイパスする道路としての役割を果たし、当県道のほうが道路延長も短い。

### 路線データ
- 起点：茨城県北相馬郡利根町立崎（茨城県道11号取手東線交点）[1]
- 終点：茨城県北相馬郡利根町羽根野（茨城県道11号取手東線交点）[1]
- 総延長：7.860 km[2]
- 重用延長：0.043 km[2]
- 未供用延長：なし[2]
- 実延長：7.817 km[2]
- 自動車交通不能区間延長[注釈 1]：なし[2]

## 歴史
1959年（昭和34年）10月14日、新たな県道として北相馬郡利根町大字立崎を起点とし、北相馬郡利根町大字羽根野を終点とする区間を本路線とする県道立崎羽根野線として茨城県が県道路線認定した。
1995年（平成7年）に整理番号209となり現在に至る。

### 年表
- 1923年（大正12年）4月1日：現在の路線の前身である東文間取手線が路線認定される。
- 1959年（昭和34年）10月14日
  - 現在の路線が路線認定される（図面対照番号220）[3]。
  - 道路の区域は、北相馬郡利根町大字立崎の県道小巻取手線（現在の取手東線にあたる）分岐から北相馬郡利根町大字羽根野の県道小巻取手線交点までと決定された[1]。
- 1981年（昭和56年）12月28日：北相馬郡利根町大字押戸 - 竜ケ崎市北方町（北方交差点）の道路改良バイパス路（約0.5 km）を供用開始[4]。
- 1984年（昭和59年）1月12日：北相馬郡利根町の新利根川に架かる水門橋を架換供用開始[5]。
- 1988年（昭和63年）6月16日：北相馬郡利根町大字押戸 - 竜ケ崎市北方町の狭隘な旧道（1.782 km）が指定解除され市町道に降格[6]。
- 1988年（昭和63年）11月1日：竜ケ崎市北方町（北方交差点 - 北方中央交差点）の新道（0.763 km）区間が開通[7]。
- 1995年（平成7年）3月30日：整理番号276から現在の番号（整理番号209）に変更される[8]。
- 2001年（平成13年）12月27日：龍ケ崎市北方町（主要地方道千葉竜ヶ崎線 - 北方中央交差点）の旧道（約0.7km）が指定解除され市道に降格[9]。

## 路線状況
全区間が片側1車線（対向2車線）で制限速度は50km/hある。交通の流れが良い。

### 道路施設
- 水門橋（新利根川、利根町）
- 琴平橋（新利根川・豊田南用水、北相馬郡利根町大字羽根野）

## 地理

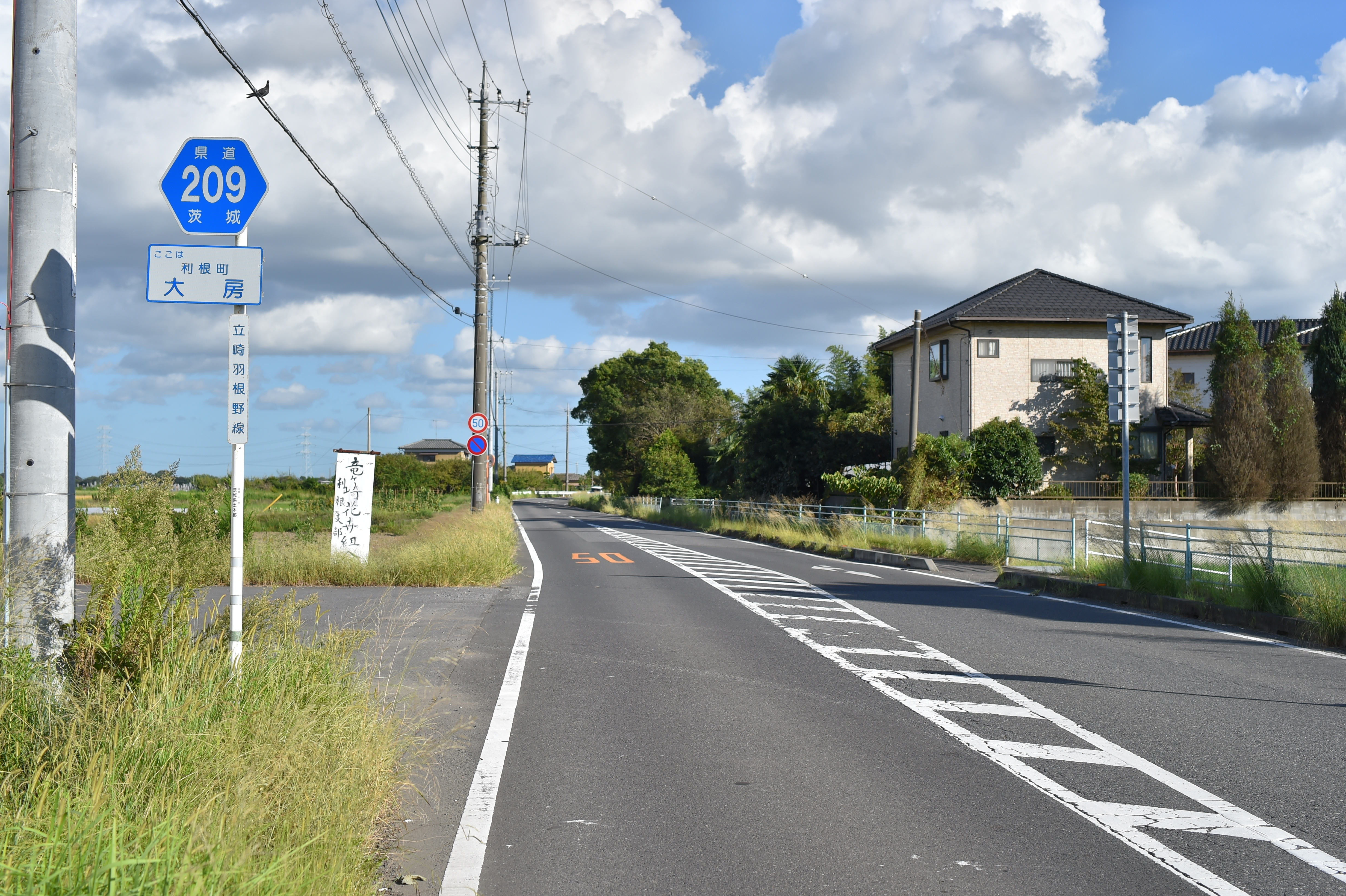
利根町大房（2024年9月）

道路沿線は田園風景が広がり、住宅地もある。低地にあるため道路は平坦で、線形は全体的にゆるい大きな弓形であるが道路の見通しは良好である。

### 通過する自治体
- 北相馬郡利根町 - 龍ケ崎市 - 北相馬郡利根町

### 交差する道路
- 茨城県道4号千葉竜ヶ崎線（龍ヶ崎市北方町、北方交差点）

### 沿線
- 茨城県立竜ヶ崎南高等学校（龍ケ崎市北方町）